# Італо-грецька війна
Італо-грецька війна (грец. Ελληνοϊταλικός Πόλεμος; італ. Guerra di Grecia — Грецька війна) — конфлікт між Італією і Грецією, що тривав з 28 жовтня 1940 року по 23 квітня 1941 року. Вважається, що із цього конфлікту почалася Друга світова війна на Балканах. Після 6 квітня 1941 року, коли в конфлікт втрутилася Німеччина, він називається Грецькою операцією.

## Передісторія
На момент 1940 року у Британії не було ні сухопутних сил, ні союзників в Європі, крім Греції. США займали нейтральну позицію. У листопаді 1940 Рузвельт переміг на виборах у великій мірі через обіцянки американцям не втручатися в європейську війну. Але у Британії все-таки були заморські союзники — колишні домініони: Канада, Австралія, Південно-Африканський Союз, Нова Зеландія. А також колонії і залежні території. Британія вирішила накопичувати сили і водночас завдавати шкоди Німеччини (і її сателітам), наступаючи в різних регіонах.
Крім бойових дій в Африці, Британія давно вирішила ввести британські сили в Грецію. В цьому випадку британська авіація могла загрожувати нафтопромислам Румунії — одному з головних джерел палива для Німеччини.
Цим рішенням війна в Греції була визначена наперед. Ще в 1940-му. Британія хотіла створити загрозу джерел нафти для Німеччини, Гітлер хотів убезпечитися від цієї загрози. До березня 1941 Німеччина приготувалася до захоплення Греції, Британія готувалася зайнятися бомбардуваннями нафтопромислів Румунії.

## Перебіг
У жовтні Муссоліні зажадав від прем'єр-міністра Греції Іоанніса Метаксаса вступити у війну на боці Італії і Третього Рейху. На кожну вимогу Муссоліні Метаксас відповідав «охи» — ні. День відповіді Метаксаса є в Греції національним святом: Днем Охі.
28 жовтня 1940 року Італія напала на Грецію з території союзної італійцям Албанії. Греція запросила допомоги у Британії…
31 жовтня 1940 року британська авіаційні частини почали розміщуватися на грецьких островах Крит і Лемнос.
Після нападу Муссоліні британські ескадрильї замість румунських нафтопромислів стали бомбити італійські і албанські війська — на прохання Греції.
Греки самі розгромили італійські війська і навіть частково зайняли Албанію.